# 観世元正

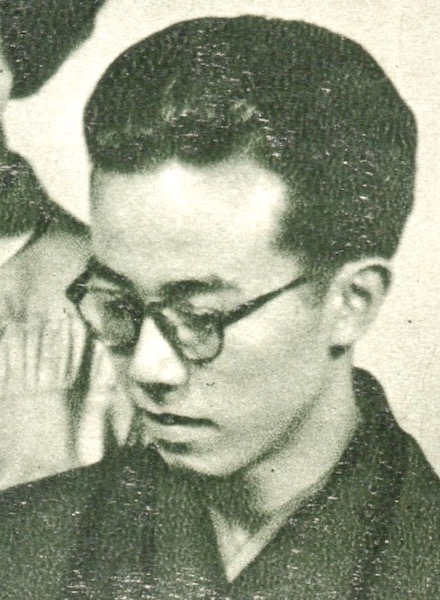
1956年

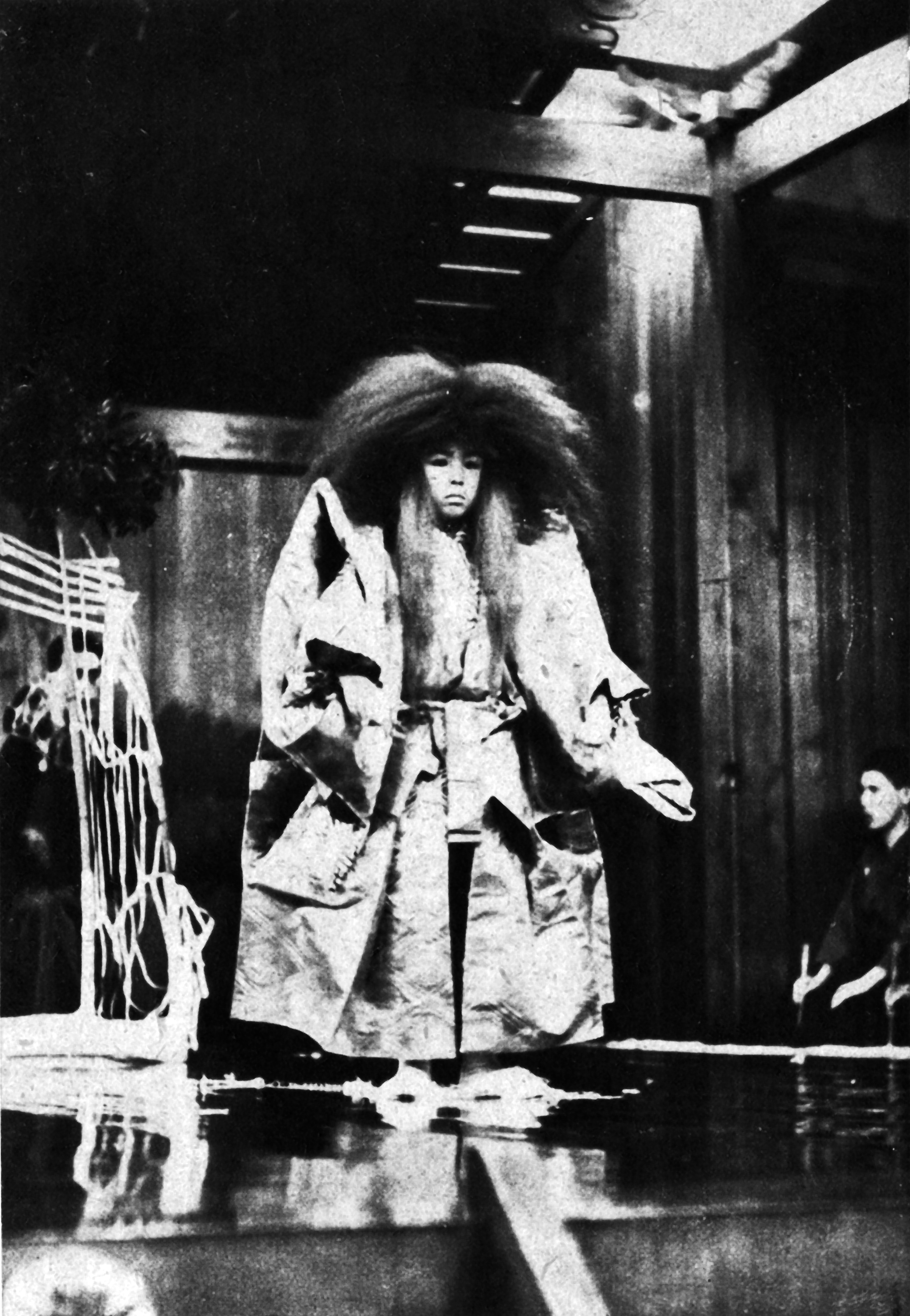
元正による「土蜘蛛」。年少のため、直面で演じている

観世元正（かんぜ もとまさ、1930年（昭和5年）7月25日 - 1990年（平成2年）8月26日）は、シテ方観世流能楽師。二十五世観世宗家。観世左近を名乗る。
22世宗家観世清孝の次男・観世真弘の孫として東京で生まれる。旧名は藤田正司。1936年（昭和11年）当時実子に恵まれなかった24世宗家・元滋の養子となり、1939年（昭和14年）元滋の急逝により25世宗家継承。1988年（昭和63年）観世左近を襲名。1990年（平成2年）公演先の福岡で演能後に急逝。観世宗家公認の現行の観世流謡本である『観世流昭和大成版謡本』を刊行するなどの功績があった。また死後、その遺志により財団法人観世文庫が創設されている。
二十六世観世宗家観世清和は長男。山階弥右衛門（観世芳宏改メ）は次男、観世芳伸は三男である。